# Metaraeolaimoides oxystoma
Metaraeolaimoides oxystoma är en rundmaskart som beskrevs av De Coninck 1936. Metaraeolaimoides oxystoma ingår i släktet Metaraeolaimoides och familjen Axonolaimidae. Inga underarter finns listade i Catalogue of Life.